# Milltown Halt
Miltown Halt – dawna stacja kolejowa na linii Farranfore – Valentia Harbour, znajdująca się w pobliżu miejscowości Milltown w hrabstwie Kerry w Irlandii. Stację otwarto 1 listopada 1886 roku, a zamknięto, wraz z całą linią, 1 lutego 1960. Stacja posiadała jeden peron.